# José Marcus Cherém

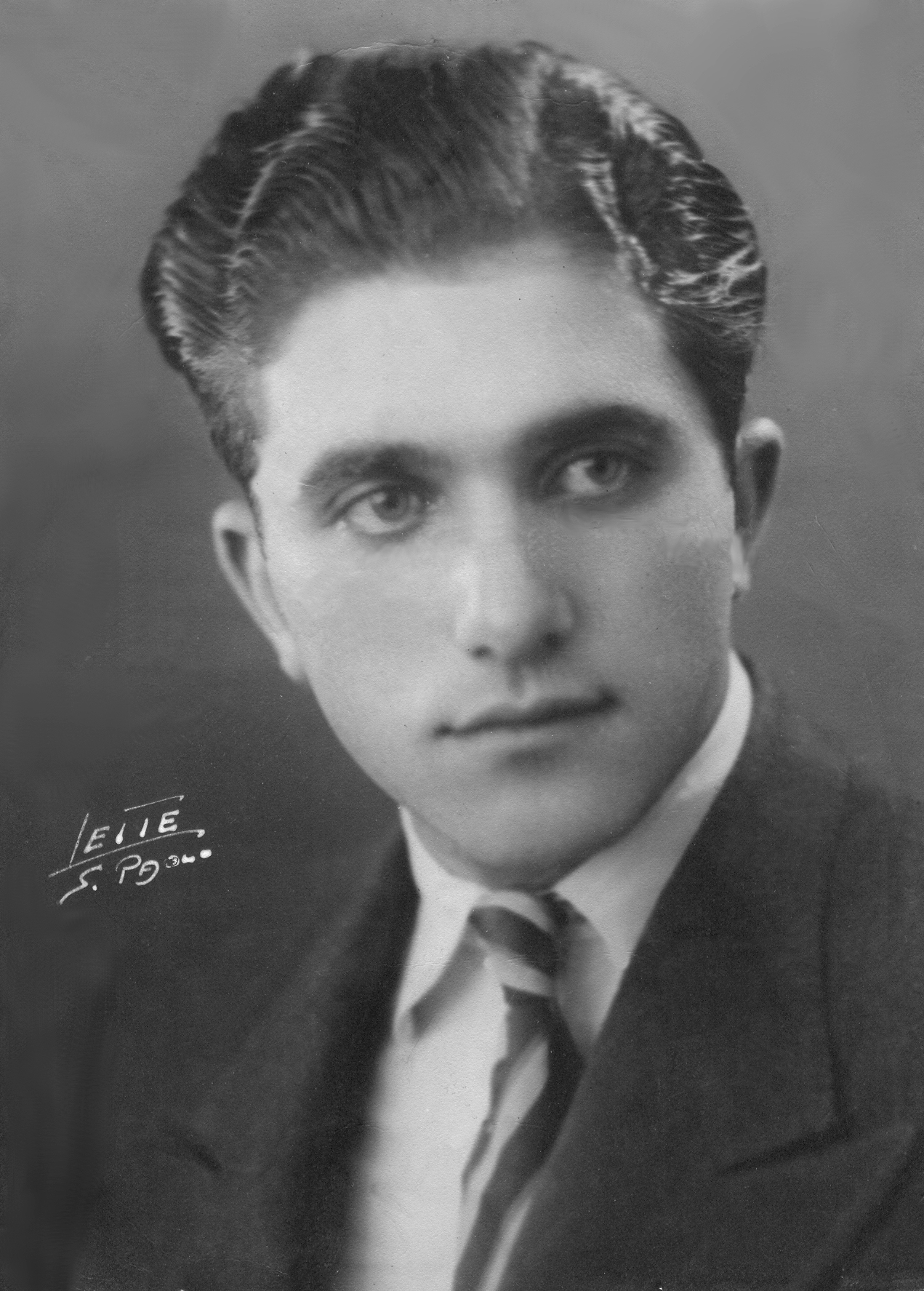
José Marcus Cherem

José Marcus Cherem (Lavras, 7 de outubro de 1919 – Belo Horizonte, 8 de dezembro de 1969) foi um político brasileiro do estado de Minas Gerais. Atuou como vereador no município de Uberaba (MG), na 3ª legislatura (1955-1958); como deputado estadual em Minas Gerais, durante a 4ª legislatura (1959-1962) e a 5ª legislatura (1963-1966), como suplente; e deputado estadual efetivo na 6ª legislatura (1967-1970), mas faleceu antes de terminar o mandato.
Terceiro filho de sete irmãos do casal de imigrantes libaneses Nicolau Cherem e Joana Murad Cherem, que se fixou em Lavras (MG), Cherem nasceu e estudou no município. Aos 18 anos, prestou o serviço militar no Batalhão de Infantaria de Montanha do Exército, em São João Del Rei (MG), município próximo de sua cidade natal.
Na segunda metade da década de 1940, mudou-se para Uberaba (MG), atuando como representante comercial no segmento farmacêutico. No início dos anos 1950, tornou-se presidente do Nacional Futebol Clube, time fundado por imigrantes libaneses do município. Uma das principais ações de sua administração foi a construção do estádio do clube, o Estádio Juscelino Kubistchek, inaugurado em 1953. 
Em 1956, Cherem foi designado superintendente-geral de Pessoal Operário da Prefeitura Municipal de Uberaba. Em seguida, aos 36 anos, elegeu-se vereador no município para o mandato entre 1955 e 1959. Em 1955, casou-se com Mary Loes Cherem, com quem teve três filhos: José Marcus, Carlos Eduardo e Andréa.
Assumindo o cargo de deputado estadual em Minas Gerais, em 1959, como suplente, Cherem ocupou posteriormente a diretoria-geral do DAM (Departamento de Assistência aos Municípios) de Minas Gerais, além da chefia de gabinete da Secretaria de Interior e Justiça do Estado. Na sequência, ocupou interinamente a pasta.
Após sua morte em 1969, a via em Uberaba que dá acesso ao estádio do Nacional Futebol Clube, anteriormente avenida Nações Unidas, foi batizada de avenida Deputado José Marcus Cherem, em sua homenagem. Na sequência, duas escolas de Uberaba também homenagearam o ex-deputado e levam o seu nome. Uma escola municipal, no bairro Capelinha do Barreiro, e uma escola estadual, no bairro Santa Maria.